# Liste des sous-marins du Chili
La liste des sous-marins du Chili rassemble les sous-marins commandés ou exploités par la marine chilienne au fil des ans.

## XIXe siècle
- Flach (1866) de Karl Flach
- Invisible (1866) de Gustav Heyermann.

## Première Guerre mondiale

### Type Holland 602
Le Chili est entré en possession de ses premiers sous-marins un peu par accident, sans l’avoir vraiment voulu : avant la Première Guerre mondiale, il avait commandé au Royaume-Uni deux cuirassés modernes de type dreadnought d’un déplacement de 28 000 tonnes (les Almirante Latorre et Almirante Cochrane). Lorsque la Première Guerre mondiale éclate en Europe, l'Almirante Latorre est officiellement racheté par le Royaume-Uni le 9 septembre 1914 et mis en service sous le nom de HMS Canada. Il n'est pas saisi de force, contrairement à d'autres navires qui étaient alors en construction pour le compte de pays étrangers, notamment l’Empire ottoman qui s’est rangé dans le camp de l’Allemagne et de l’Autriche-Hongrie. En effet, les Alliés sont alors dépendants de l'importation de munitions du Chili, ce qui rend crucial le maintien du statut « amicalement neutre » du Chili envers le Royaume-Uni. En ce qui concerne l'Almirante Cochrane, sa construction est interrompue par l’entrée en guerre. Il est racheté par le Royaume-Uni près de quatre ans plus tard, au début de l'année 1918, puis converti en porte-avions sous le nom de HMS Eagle.
A titre de compensation partielle, le Royaume-Uni transfère au Chili six sous-marins de Classe H qui ont été commandés au chantier naval Fore River de Quincy dans le Massachusetts. Lorsque le gouvernement fédéral des États-Unis découvre leur construction, en violation de sa neutralité (les États-Unis n’entreront en guerre aux côtés des Alliés qu’en 1917), il procède à leur internement. La situation se débloque en avril 1917, avec l'entrée en guerre des États-Unis. Sur les 10 sous-marins construits à Fore River, les Britanniques en récupèrent deux (les HMS H11 et H12). Ils en transfèrent deux aux Canadiens (les NCSM CH-14 et CH-15). Les six derniers (le HMS H13 et les HMS H16 à H20) sont transférés au Chili. Ces navires entrent en service chilien en 1918 sous les noms de H1 à H6. Le 28 mars 1918, la petite flottille met le cap sur Valparaíso pour son voyage inaugural. En 1924, ils sont tous renommés du nom de villes ou d’îles du Chili.
- Guacolda (H1) ex-HMS H13
- Tegualda (H2) ex-HMS H16
- Rucumilla (H3) ex-HMS H17
- Guale (H4) ex-HMS H18
- Quidora (H5) ex-HMS H19
- Fresia] (H6) ex-HMS H20

## Entre-deux-guerres

### Classe Capitán O'Brien(Classe Odinbritannique)
- Almirante Simpson
- Capitán O'Brien
- Capitán Thompson

## Années 1970

### Classe Balao
- Simpson (SS-21) ex-USS Spot (SS-413) en service de 1966 à 1982.

### Classe Oberon
- O'Brien (S22)
- Hyatt (S23)

## Années 1980

### Type 209-1300
- Thomson (SS-20)
- Simpson (SS-21)

### Classe Scorpène
- General Carrera (SS-22)
- General O'Higgins (SS-23)